# Eomyidae
Los eomíidos (Eomyidae) son una familia de roedores extintos de Norteamérica y Eurasia relacionados con los modernos geómidos y heterómidos. Se conocen desde el Eoceno Medio hasta el Mioceno Superior en Norteamérica y desde el Eoceno Superior hasta el Pleistoceno en Eurasia. Los eomíidos eran generalmente de tamaño reducido pero algunas especies eran más grandes, comparables a las ardillas actuales en forma y hábitos. La familia incluye al más antiguo roedor planeador conocido, Eomys quercyi.
La familia incluye los siguientes géneros:
- Simiacritomys (situación dudosa)[3]
- Symplokeomys[1]
- Subfamilia Yoderimyinae
  - Litoyoderimys
  - Yoderimys
  - Zaisaneomys
  - Zemiodontomys
- Subfamilia Apeomyinae[5]
  - Apeomyoides[6]
  - Apeomys
  - Arikareeomys[6]
  - Megapeomys[5]
  - Zophoapeomys[7]
- Subfamilia Eomyinae
  - Adjidaumo
  - Aguafriamys
  - Asianeomys[8]
  - Aulolithomys
  - Centimanomys
  - Comancheomys
  - Cristadjidaumo[9]
  - Cupressimus
  - Eomyodon
  - Eomyops
  - Eomys
  - Estramomys
  - Kansasimys
  - Keramidomys
  - Leptodontomys
  - Ligerimys
  - Metadjidaumo
  - Metanoiamys
  - Meteomys
  - Montanamus
  - Namatomys
  - Neoadjidaumo[10]
  - Orelladjidaumo
  - Paradjidaumo
  - Paranamatomys
  - Pentabuneomys
  - Protadjidaumo
  - Pseudadjidaumo
  - Pseudotheridomys
  - Rhodanomys
  - Ritteneria
  - Ronquillomys
  - Viejadjidaumo